# Dischistus syriacus
Dischistus syriacus är en tvåvingeart som först beskrevs av Villeneuve 1912.  Dischistus syriacus ingår i släktet Dischistus och familjen svävflugor. Inga underarter finns listade i Catalogue of Life.